# Krüger & Matz
A Krüger & Matz egy lengyel márka, mely a Lechpol tulajdonában áll. A lengyel piacra eleinte autó-hifi, házi-hifi rendszereket és fejhallgatókat gyártott. Miután kellően ismert lett és helyet talált a piacon, további terjeszkedésbe kezdett. 2013-ban megjelentek az első Krüger&Matz márkájú okostelefonok, tabletek, tévék stb.

## Terjeszkedés
A márka a lengyel határt átlépve jelent meg Egyiptomban, Romániában, Németországban, illetve 2014 óta jelen van hazánkban is. A magyar piacon jelenleg a márka bevezetése folyik.

## Minőség
A Krüger & Matz márkanevet viselő termékek alapvetően jó minőségűek, és ár/érték arányuk a többi piacon lévő áruhoz képest is figyelemre méltó.[forrás?] A márka 3 alapvető értéke, melyre minden termék megalkotásánál nagy hangsúlyt fordítanak: a hangzás, a minőség és a design.

## A cég filozófiája
A cég filozófiája a termékek alacsony árával hozható összefüggésbe. Az alapítók ugyanis azt szeretnék elérni, hogy a Krüger & Matz termékek megvásárlásakor megspórolt pénzt az ember a személyes fejlődésére fordítsa. Mivel a termékek kiváló minőségűek, teljes mértékben helyettesítik drágább versenytársaikat.[forrás?] A cég mottója ennek megfelelően a következő: „IT'S YOUR LIFE, JUST TAKE IT!".

## Külső hivatkozások
- www.elpro.hu